# Сайлюгемський національний парк
52°35′00″ пн. ш. 88°36′00″ сх. д. / 52.58333333° пн. ш. 88.6° сх. д.

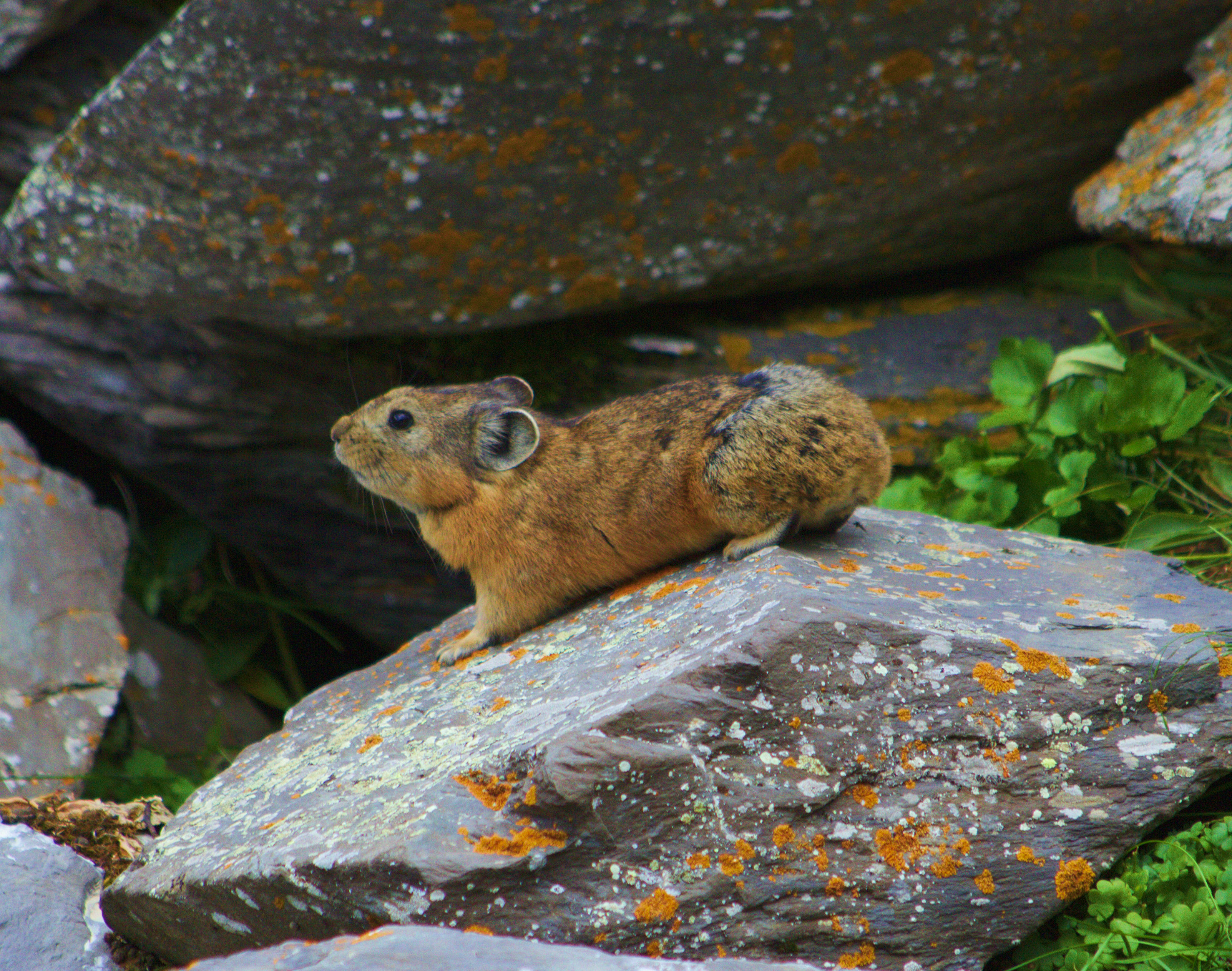
Ochotona alpina в Сайлюгемських горах

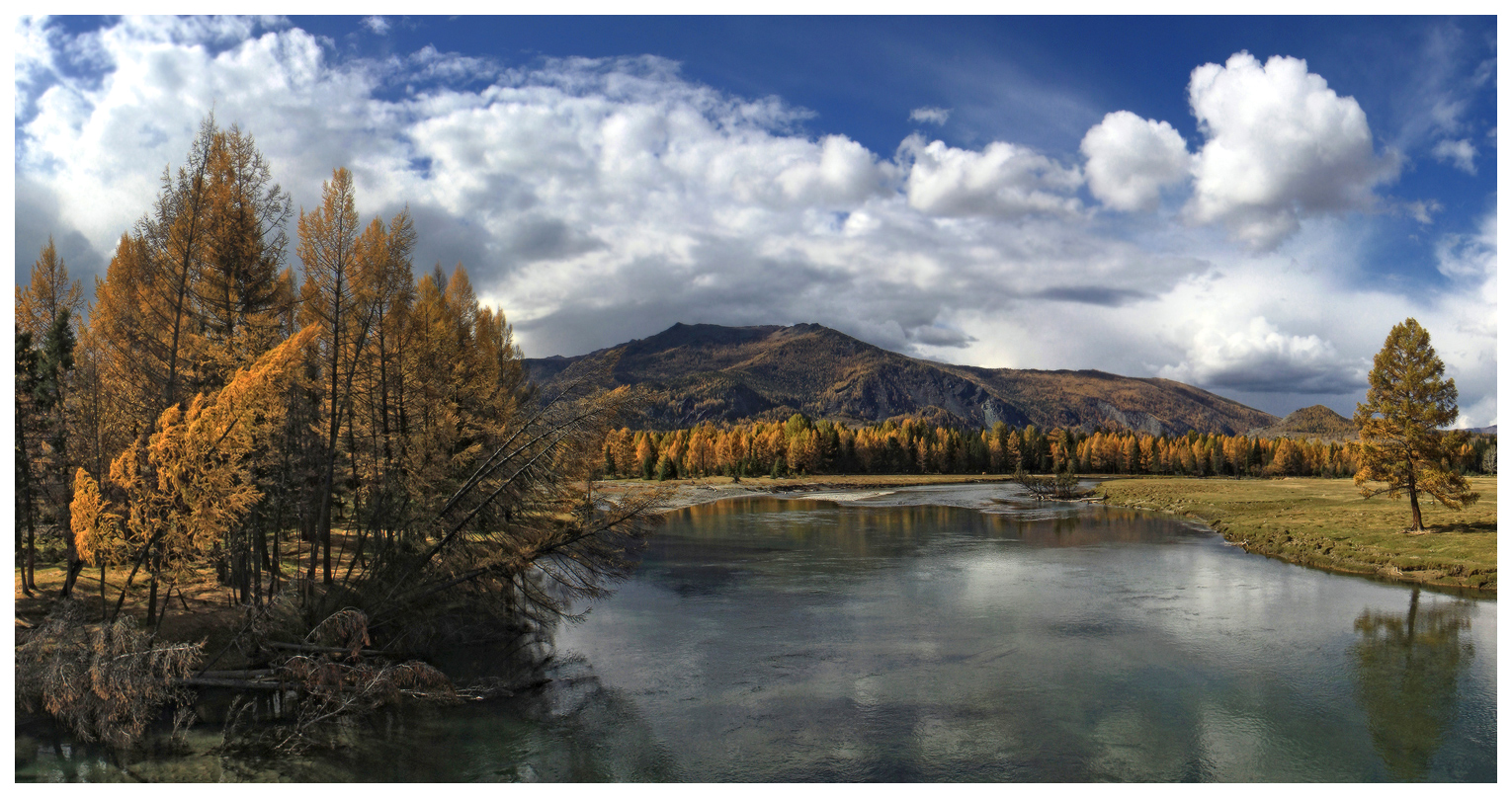
Сайлюгемський національний парк

Сайлюгемський національний парк (рос. Сайлюгемский национальный парк) розташований на гористій області де сходяться кордони Росії, Казахстану, Монголії та Китаю в Алтайських горах Центральної Азії. 
Через свою віддаленість та розташуванню на місці злиття гір, степів, пустелі та лісу, це всесвітньо важливий природний резерват біорізноманіття. Парк був офіційно створений у 2010–2012 роках з особливою метою захисту вразливих гірських баранів алтайського архара та снігового барса, що перебуває під загрозою зникнення.
Сайлюгемські гори є хребтом Алтаю і простягаються на північний схід до Саян.
Клімат холодний і напівпосушливий.
Адміністративно парк розташований в Кош-Агацькому районі Республіки Алтай.
Хоча екотуризм відіграє певну роль, для відвідування території наразі потрібні спеціальні перепустки від адміністрації парку, а діяльність обмежена дорогами та стежками.
.

## Топографія
Рельєф Сайлюгемського парку гірський; найвищі вершини досягають 3621 м (на хребті Табагіїн-Тіхір-Ула), 
з льодовиками на найвищих хребтах.
В цілому Алтай — високогірне плато, глибоко порізане річковими долинами; місцями це набуває вигляду пагорбів або степу.
Розкинувшись на 118 380 га, територія складається з трьох секцій.
Ділянки «Сайлюгем» і «Уландрик» розташовані впритул один до одного на північному схилі хребта Сайлюгем, причому перший сектор проходить уздовж кордону між Росією та Монголією.
Третя ділянка, «Аргут», знаходиться на відрогах Катунського і Північно-Чуйського хребтів.
По території протікає річка Аргут.
Снігова межа проходить на висотах 2300 — 3200 м.

У той час як сектори Сайлюгем і Уландрик були населені людьми протягом тисячоліть — із супутнім випасом худоби та полюванням, більш важкодоступний сектор Аргут залишався відносно незайманим.
. 
Типи порід у горах — граніти та метаморфічні сланці.

## Клімат і екорегіон
Клімат Сайлюгемського парка — холодний напівпосушливий (кліматична класифікація Кеппена BSk), характерний для внутрішніх континентів, віддалених від великих водойм.
Літо м'яке і сухе; зими холодні і сухі.
У Кош-Агачі, найближчому місті, середньорічна температура становить -1,6 °C із середнім значенням опадів 140 мм.

Сайлюгемський екорегіон — «Алтаєво-Саянський», екорегіон WWF Global200. Це один із найрізноманітніших регіонів на землі, з мозаїкою гір, степів, лісів, пустель та інших середовищ існування.
.
Прісноводний екорегіон бідний видами: лише два види риб — арктичний харіус (Thymallus arcticus) і альпійський бичок (Cottus poecilopus) — зустрічаються в гірських районах, і лише чотири інші види в озерах і річках у нижче розташованих плоскогір’ях.
Ендемічних видів немає.
Парк знаходиться в прісноводному екорегіоні «Чуя» (WWF ID#604), одному з найменших прісноводних екорегіонів у світі.
Річки території впадають в басейн річки Об, але водна екосистема парку здебільшого відокремлена від екосистеми самої Обі.
Річки та струмки цього району мають високу швидкість течії та пороги, які перешкоджають мігруючій рибі нижче розташованих регіонів.
Через віддаленість району прісноводна екосистема ще погано вивчена.

## Рослини
У південних частинах парку (Сайлюгем і Уландрик) є рослинність, що відображає тип сухого західномонгольського степу і пустельно-степового середовища існування.
До цього часу вченими зареєстровано 722 види судинних рослин, що належать до 66 родин і 232 родів; У Росії до вразливих віднесено 20 видів рослин. 
Ділянка Аргута має більш високогірний (модрина, ялина, ялиця, береза, тополя, сосна) та високогірно-тундровий характер.

## Тварини

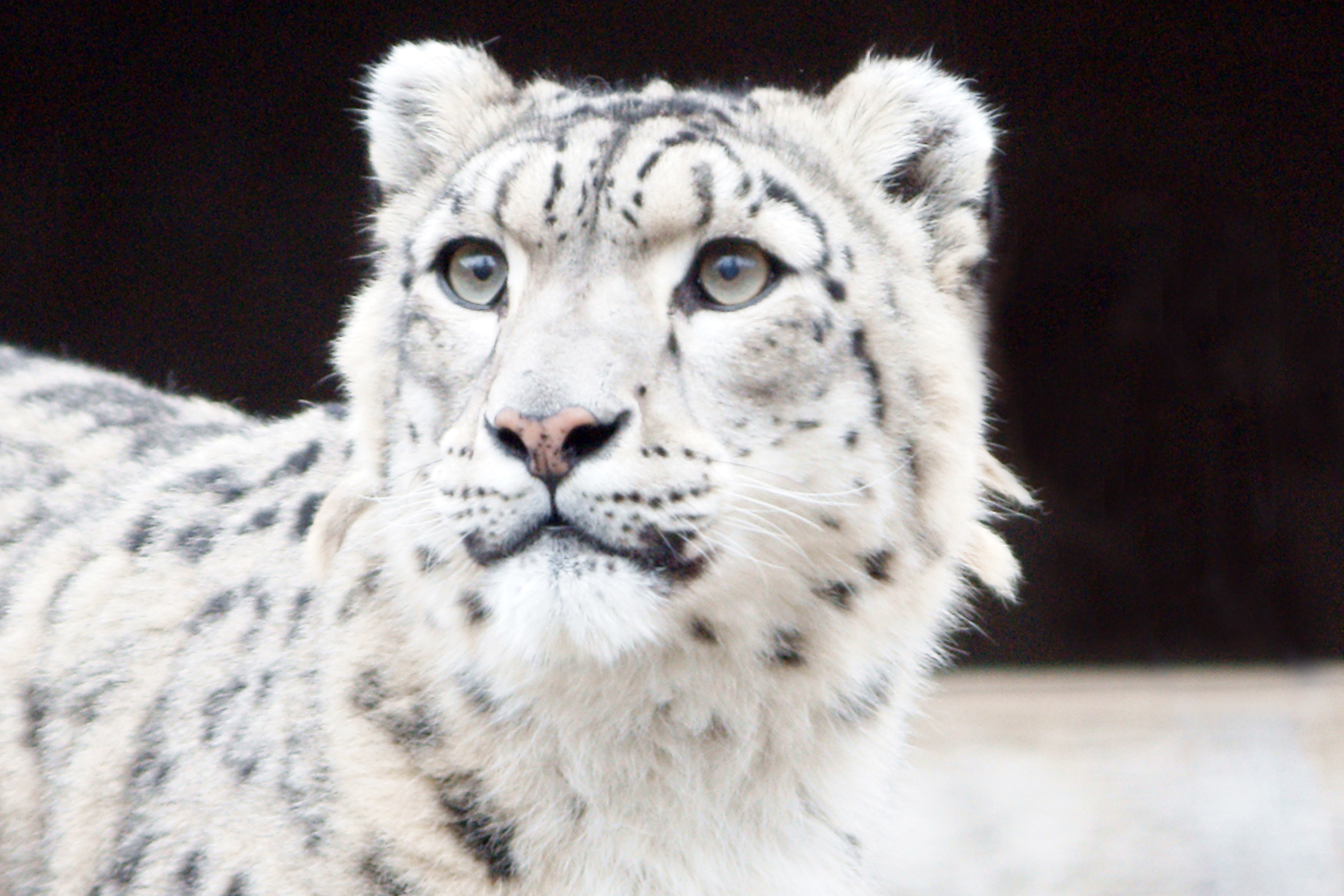
Сніговий барс в Московському зоопарку

Сніговий барс є основною метою збереження парку.
За оцінками, на території проживає 15-20 особин, ще 50-60 – у буферних зонах.

Вони живуть на високо в горах, де їх кремезне тіло та густе хутро роблять їх добре пристосованими.
Сайлюгемский парк знаходиться на північній околиці їх ареалу. Основною здобиччю барса є гірський козел (ibex), якого в парку приблизно 3200-3700 особин.
У 2015 році вчені знайшли докази існування рідкісного сайлюгемського ведмедя, який вважався вимерлим в цьому районі протягом 30 років.
Сайлюгемський парк є центром розмноження сибірського гірського козла, угруповання транскордонних архарів налічують 500-550 особин.

Зустрічаються звичайні парнокопитні — олені та лосі — причому кабарга відома тим, що незаконний вилов їх мускусу здійснюється за допомогою дротяних пасток, куди іноді випадково потрапляє сніговий барс.

Хребет також є місцем розмноження балобана, що перебуває під загрозою зникнення, чисельність якого в останні роки скоротилася через браконьєрство. У південних частинах парку зареєстровано 146 видів птахів, у тому числі орлан-білохвіст, степовий орел, беркут, бородач, чорний сип, білоголовий сип, сапсан, боривітер та Tetraogallus altaicus.